# Festival Internacional de Pallasses
El Festival Internacional de Pallasses d'Andorra (FIPA) és un certamen creat per Pepa Plana i Tortell Poltrona per promoure la presència femenina en les arts escèniques i en especial en el món de la comicitat, on constataven la manca de pallasses.
La celebració del festival, a Andorra la Vella, va tenir una periodicitat bianual des del 2001 fins al 2009, i al llarg d'aquests anys hi van participar companyies arribades d'arreu –Suïssa, França, Espanya, Brasil, Argentina, Finlàndia, Bèlgica, Àustria, Polònia...–, que actuaven al Teatre Comunal, al Centre de Congressos del Comú d'Andorra, el Centre Cultural del Comú a Sant Julià de Llòria o als mateixos carrers de la ciutat. Després de cinc edicions la seva celebració es va veure interrompuda.
A l'estela del festival, únic fins aleshores al món, havien anat apareixent arreu altres trobades de característiques similars: Clownin Festival de Viena, Red Pearl Women Clown Festival de Hèlsinki, o Festival Esse Monte de Mulher Palhaça de Río… O bé altres a Recife, Brasília, Barcelona (Almacen) o Sant Esteve de Palautordera (Circ Cric).

## La represa
L'any 2018  el Comú d'Andorra la Vella ha recuperat l'esdeveniment, transformat en una edició més modesta, amb un pressupost més reduït i, en canvi, una periodicitat anual. I altre cop amb Pepa Plana com a directora.